# Biezbożnik (obwód kirowski)
Biezbożnik (ros. Безбожник) – osiedle w Rosji, w obwodzie kirowskim, w rejonie muraszyńskim. W 2010 liczyło 2363 mieszkańców.